# 坂本末雄
坂本 末雄（さかもと すえお、1890年（明治23年）12月16日 - 1966年（昭和41）9月28日）は、大日本帝国陸軍軍人。最終階級は陸軍中将。

## 経歴
1890年（明治23年）に熊本県で生まれた。陸軍士官学校第26期、陸軍大学校第35期卒業。1938年（昭和13年）3月1日に陸軍歩兵大佐に進級、6月30日に歩兵第53連隊長（中支那派遣軍・第17師団・第17歩兵団）に就任し、日中戦争では、武漢攻略に参加した。1939年（昭和14年）8月に関東軍司令部附となり、1940年（昭和15年）8月1日に船舶輸送司令部門司支部長、9月4日に陸軍運輸部部員を経て、1941年（昭和16年）9月に第44碇泊場司令官（船舶輸送司令部）に就任した。
1942年（昭和17年）7月19日に第2船舶輸送地区隊長に転じ、8月1日に陸軍少将に進級した。12月1日には第4船舶輸送司令官に就任し、1944年（昭和19年）7月1日に独立混成第40旅団長を経て、7月8日に独立混成第39旅団長（第8方面軍）に就任。1945年（昭和20年）4月30日に陸軍中将に進級し、終戦時はラバウルにあった。
1948年（昭和23年）1月31日、公職追放仮指定を受けた。